# Zdeněk Remsa
Zdeněk Remsa (ur. 29 grudnia 1928 we wsi Horní Branná, zm. 22 czerwca 2019 w Pradze) – czechosłowacki skoczek narciarski, olimpijczyk (1948), trener skoków narciarskich.

## Przebieg kariery
Na nartach zaczął jeździć w wieku pięciu lat. W 1948 roku wziął udział w igrzyskach olimpijskich w Sankt Moritz. W konkursie skoków zajął 20. miejsce, uzyskując odległości 59 i 61,5 m. W 1953 roku wygrał konkurs skoków na Memoriale Bronisława Czecha i Heleny Marusarzówny, rok później w zawodach tej samej rangi zajął trzecie miejsce.
Dwukrotnie uczestniczył w mistrzostwach świata w narciarstwie klasycznym – w 1954 roku w konkursie skoków w Falun zajął 37. miejsce, a w 1958 roku w Lahti był 43.
Wziął udział w trzech edycjach Turnieju Czterech Skoczni. W sezonie 1955/1956 wystąpił w austriackiej części turnieju, zajmując 13. miejsce w Innsbrucku i 10. w Bischofshofen. Dało mu to 35. pozycję w klasyfikacji generalnej cyklu. W edycji 1956/1957 zaprezentował się we wszystkich czterech konkursach, zajmując 24. miejsce w Oberstdorfie, 9. w Innsbrucku, 13. w Garmisch-Partenkirchen i 17. w Bischofshofen. W całym cyklu pozwoliło mu to zająć 10. lokatę. Również w kolejnej edycji turnieju wystąpił we wszystkich konkursach, plasując się ostatecznie na 20. miejscu w klasyfikacji łącznej.
Po zakończeniu kariery zawodniczej został trenerem skoków narciarskich. W latach 60. był trenerem reprezentacji Czechosłowacji. Do jego największych sukcesów trenerskich należy złoty medal olimpijski Jiříego Raški na igrzyskach w Grenoble w 1968 roku oraz rekord świata w długości skoku narciarskiego Dalibora Motejlka w 1964 roku (142 m w Oberstdorfie). W 1970 roku został trenerem reprezentacji Jugosławii, z którą współpracował do 1985 roku. Następnie powrócił do kraju, gdzie trenował młodych zawodników w Lomnicach nad Popelkou, wśród jego podopiecznych był m.in. Roman Koudelka. Trenowaniem zawodników zajmował się do 2012 roku.
W 1999 roku został wyróżniony Srebrnym Orderem Olimpijskim.
W 2009 roku był członkiem komitetu organizacyjnego podczas mistrzostw świata w narciarstwie klasycznym w Libercu. W tym samym roku otrzymał honorowe obywatelstwo miasta Lomnice nad Popelkou.